# 2024 v kosmonautice
Tento seznam uvádí události související s kosmonautikou, které se uskutečnily roku 2024.

## Základní statistika
V roce 2024 se uskutečnilo:
- 259 orbitálních kosmických startů ze Země (z toho 251 úspěšných, 2 částečně úspěšné a 6 neúspěšných) a několik desítek startů suborbitálních,
- 18 přistání kosmických lodí a automatických sond nebo jejich částí na Zemi po řízeném průletu atmosférou (z toho 17 úspěšných a 1 neúspěšné),
- 3 přistání automatických sond na Měsíci (z toho 2 úspěšná a 1 částečně úspěšné),
- 1 start automatické sondy z Měsíce (úspěšný).

V roce 2024 do vesmíru odletělo v 9 kosmických lodích celkem 28 lidí, z toho 15 při svém prvním kosmickém letu. Turecko a Bělorusko se dočkaly svého vůbec prvního astronauta. Osm z dřívějších astronautů v roce 2024 zemřelo.

## Lidé a kosmické agentury
V přehledu jsou shrnuty zásadní události týkající se minulých, současných i budoucích kosmonautů a astronautů a klíčových událostí týkajících se kosmických agentur.
- 1. ledna – Počátkem roku žilo 484 bývalých a současných kosmonautů a astronautů (z celkem 608 osob, které absolvovaly alespoň jeden orbitální kosmický let, již 124 zemřelo). Dalších asi 20 lidí absolvovalo nebo absolvuje základní výcvik a připravují se na své první zařazení do budoucích posádek a první lety.
- 27. února – Americký astronaut a bývalý administrátor NASA Richard Truly zemřel ve věku 86 let. V letech 1981 a 1983 absolvoval dva z raných letů raketoplánů Space Shuttle[1] o celkové délce 8 dní.
- 5. března 2024 – NASA slavnostně zařadila do oddílu svých astronautů desítku nových členů, kteří dokončili základní výcvik, k němuž byli vybráni v roce 2021 jako 23. skupina. Byli jimi Nichole Ayersová, Marcos Berríos, Christina Birchová, Deniz Burnhamová, Luke Delaney, Andre Douglas, Jack Hathaway, Anil Menon, Christopher Williams, Jessica Wittnerová.[2] NASA současně zahájila příjem přihlášek do 24. výběru, jehož dokončení se očekává na podzim 2025.[3]
- 18. března – Americký astronaut Thomas Stafford zemřel ve věku 93 let. Mezi roky 1965 až 1969 absolvoval 3 kosmické lety v lodích Gemini a Apollo, ale na Měsíc se nedostal. V roce 1975 uzavřel kariéru jako člen americké posádky historického společného letu Sojuz-Apollo. Ve vesmíru prožil celkem 21 dní.[4]

- 9. dubna – Sovětský kosmonaut Vladimir Aksjonov zemřel ve věku 89 let. Absolvoval dvě mise v kosmických lodích Sojuz, ve vesmíru strávil 12 dní.[5]
- 19. dubna – Měsíc před svými 73. narozeninami zemřel první a dosud i poslední syrský kosmonaut Muhammed Ahmad Fáris. V roce 1987 absolvoval jediný kosmický let, při němž ho loď Sojuz TM-3 dopravila na sovětskou vesmírnou stanici Mir.[6]
- 28. května – Ruská agentura Roskosmos oznámila výsledky 4. otevřeného náboru kandidátů na kosmonauty. Výcvik v dohledné době zahájí Anastasia Burčuladzeová, Elchin Vachidov, Vladimir Vorožko a Alexandr Žerebcov.[7]

- 7. června – Při havárii letadla, které sám pilotoval, zahynul ve věku 90 let americký astronaut William Anders.[8] Při svém jediném, šestidenním kosmickém letu byl koncem roku 1968 členem posádky Apolla 8, která jako první doletěla k Měsíci a desetkrát ho obkroužila. Anders přitom pořídil slavnou fotografii Východ Země.
- 11. června – Vytvoření 4. skupiny kosmonautů oznámila čínská agentura CMSA. Výběr zahájený v říjnu 2022 byl poprvé otevřen také pro uchazeče ze zvláštních administrativních oblastí Hongkong a Macao, z nichž bylo vybráno po jednom budoucím specialistovi užitečného zatížení. Kosmonautkou se stane hongkongská policistka Laj Kcha-Jing, jména jejího kolegy z Macaa ani osmi pilotů z pevninské Číny nebyla oznámena, jak je zvykem.[9]
- 12. června – Ve věku 82 let zemřel ruský kosmonaut Vjačeslav Zudov. Svůj jediný kosmický let, kvůli neúspěšnému připojení ke stanici Saljut 5 pouze dvoudenní, absolvoval v roce 1976.[10]
- 13. června – Ministr dopravy ČR Martin Kupka řekl médiím, že Česko využije nabídky vyslat svého kosmonauta na Mezinárodní vesmírnou stanici. Záložní pilot ESA Aleš Svoboda by mohl letět už příští rok.[11]
- 10. července – Ve věku necelých 92 let zemřel americký astronaut Joseph Engle. Kvůli zkrácení programu Apollo mu unikl let na Měsíc, ale poté absolvoval dvě vesmírné mise raketoplánu Space Shuttle.[12]
- 7. srpna – Americký astronaut Jon McBride zemřel ve věku necelých 81 let. V roce 1984 absolvoval jediný osmidenní kosmický let v raketoplánu Challenger.[13]
- 28. října – Český stíhací pilot Aleš Svoboda, vybraný v roce 2022 mezi záložní astronauty NASA,[14] zahájil Evropském středisku astronautů (EAC) v Kolíně nad Rýnem první blok základního výcviku pro kosmický let.[15] Ten bude v celkem třech blocích pokračovat až do května 2026. Rozsah výcvikových hodin je pro tyto bloky 268 a 187 hodin.[16]
- 4. prosince – Nově zvolený americký prezident Donald Trump nominoval do funkce ředitele NASA (nejvyššího představitele agentury) Jareda Isaacmana. Isaacman je úspěšný americký podnikatel v oblasti platebních systémů, ale současně zkušený soukromý pilot a účastník dvou kosmických letů, které sobě i členům svých posádek financoval. Při svém druhém letu Polaris Dawn v září 2024 absolvoval vůbec první soukromý výstup do volného prostoru v historii. Trumpovu nominaci musí schválit Senát Kongresu USA.[17][18]

## Kosmické lety s posádkou a podpůrné lety
V přehledu jsou shrnuty zásadní události týkající se kosmických letů s posádkou, vesmírných stanic a souvisejících podpůrných letů bez posádky, především zásobovacích letů a testovacích letů nových kosmických lodí.
- 1. ledna – Na začátku nového roku pobývalo ve vesmíru 10 lidí. Jasmin Moghbeliová, Andreas Mogensen, Satoši Furukawa a Konstantin Borisov přiletěli na ISS v srpnu 2023 v lodi SpaceX Crew-7, v září 2023 se k nim v lodi Sojuz MS-24 přidali Oleg Kononěnko, Nikolaj Čub a Loral O'Harová. Posádku Vesmírné stanice Tchien-kung (TSS) tvořili Tchang Chung-po, Tchang Šeng-ťie, Ťiang Sin-lin, kteří v říjnu 2023 přiletěli lodí Šen-čou 17. Jejich mise podporovaly 3 zásobovací lodě – Progressy MS-24 a MS-25 u ISS a Tchien-čou 6 u TSS.
- 9. ledna – Po řízeném vstupu do atmosféry zanikla nad jižním Tichým oceánem americká nákladní loď Cygnus NG-19. Od Mezinárodní vesmírné stanice se odpojila 22. prosince 2023.[19]

- 12. ledna – Od Vesmírné stanice Tchien-kung (TSS) se po 8 měsících společného letu odpojila čínská zásobovací loď Tchien-čou 6.[20]
- 17. ledna – Další nákladní loď Tchien-čou 7 odstartovala k TSS z kosmodromu Wen-čchang[21] se zhruba 7 400 kg nákladu na palubě.[22] Ke stanici se připojila po 200 minutách letu.[23]

- 18. ledna – Z Floridy odstartoval další let z programu komerčních letů společnosti Axiom Space. Posádku Axiom Mission 3 tvořili zkušený velitel Michael López-Alegría a tři nováčci vyslaní národními institucemi Itálie, Turecka a Švédska, Walter Villadei, Alper Gezeravci, Marcus Wandt).[24] Loď Crew Dragon Freedom se o 2 dny později připojila k ISS.[25]

- 19. ledna – Čínská nákladní loď Tchien-čou 6, která se o týden dříve odpojila od Vesmírné stanice Tchien-kung, řízeně zanikla nad obvyklou, dopravně nevyužívanou oblastí jižního Tichého oceánu.[26]

- 30. ledna – Poprvé na raketě Falcon 9 se vydala z Floridy k Mezinárodní vesmírné stanici nákladní loď Cygnus; dosud je vynášely z kosmodromu MARS ve Virginii rakety Antares 230, později 230+. Dvacátá mise označená Cygnus NG-20 byla pojmenována po astronautce Patricii Robertsonové, která po základním výcviku zahynula při letecké nehodě.[27] Loď se k ISS připojila 1. února 2024 a dopravila na ni 3 723 kg zásob.[28]
- 4. února – Ruský kosmonaut Oleg Kononěnko při svém pobytu na ISS vyrovnal rekordní čas celkové doby trvání kosmických letů jednotlivce. Dosavadní rekord v délce 878 dní, 11 hodin a 30 minut ustavil svým pátým letem v roce 2015 jiný ruský kosmonaut Gennadij Padalka.[29]
- 7. února – Z ISS odletěli 4 astronauti komerčního letu Axiom Mission 3.[30] Jejich let, původně naplánovaný jako dvoutýdenní, se kvůli počasí v možných místech přistání protáhl na 22 dní. Do vod Atlantiku u Floridy přistáli 9. února.[31]

- 13. února – Další obměnu nákladních lodí u ruského segmentu ISS zahájil odlet Progressu MS-24[32] a jeho zánik nad jižním Tichým oceánem o několik hodin později.[33] Loď, která na stanici v srpnu dopravila 2,5 tuny materiálu a zásob, v následujících 172 dnech připojení k zádi ISS celkem osmkrát spustila své motory kvůli nezbytnému zvýšení dráhy stanice, včetně jednoho úhybného manévru před kosmickým smetím.
- 15. února – Nová zásobovací loď Progress MS-26 odstartovala k Mezinárodní vesmírné stanici s 2 518 kg nákladu.[34] Na záď stanice se připojila 17. února 2024.[35]

- 1. března – První výstup do vesmíru z čínské Vesmírné stanice Tchien-kung v roce 2024 uskutečnili kosmonauti Tchang Chung-po a Ťiang Sin-lin. Během 7 hodin a 52 minut pobytu mimo vnitřní prostory stanice dokončili opravu solárních panelů zahájenou v prosinci 2023.[36]

- 4. března – První část nové dlouhodobé posádky ISS odstartovala z Floridy v letu označeném SpaceX Crew-8. Matthew Dominick, Michael Barratt, Jeanette Eppsová a Alexandr Grebjonkin se ke stanici připojili o den později a stráví na ní zhruba půl roku pod označením Expedice 71.[37]

- 10. března – Dánský astronaut Andreas Mogensen předal po půl roce své vlády nad ISS velitelskou funkci ruskému kosmonautovi Olegu Kononěnkovi.[38]
- 11. března – Po bezmála dvousetdenním pobytu a po předání rozpracovaných úkolů svým nástupcům opustila ISS posádka mise SpaceX Crew-7, kterou tvořili Jasmin Moghbeliová, Andreas Mogensen, Satoši Furukawa a Konstantin Borisov. Se svou lodí o den později přistáli u břehů Floridy.[39]

- 21. března – Již třicátá zásobovací loď Dragon společnosti SpaceX odstartovala z Floridy k Mezinárodní vesmírné stanici.[40] Mise CRS-30 s 2 841 kg nákladu se k ISS připojila o dva dny později.[41]

- 23. března – Napodruhé, po neúspěšném pokusu 21. března,[42] z Bajkonuru odstartovala kosmická loď Sojuz MS-25.[43] Oleg Novickij a první běloruská kosmonautka Maryna Vasileuská na ISS letěli jako krátkodobá 21. návštěvní posádka, Tracy Caldwellová Dysonová jako členka nadcházející půlroční řádné expedice na ISS. K Mezinárodní vesmírné stanici se připojili 25. března.[44]
- 6. dubna – Na Zemi se po dvou týdnech z ISS vrátila 21. návštěvní posádka, Oleg Novickij a Maryna Vasileuská. V kosmické lodi Sojuz MS-24 s nimi stanici opustila také Loral O'Harová, která byla v předchozím půlroce členkou 70. dlouhodobé expedice.[45] Okamžikem odpojení Sojuzu od ISS na stanici začala Expedice 71.

- 25. dubna – Ruští kosmonauti Oleg Kononěnko a Nikolaj Čub podnikli 4 hodiny a 36 minut trvající výstup do volného prostoru, při němž provedli na vnějším povrchu ruského orbitálního segmentu ISS instalaci technických zařízení a experimentů a odebrali vzorky z již probíhajících testů. Kononěnko byl mimo stanici posedmé, Čub podruhé.[46]

- 25. dubna – K půlročnímu působení na Vesmírné stanici Tchuen-kung (TSS) vyrazili v lodi Šen-čou 18 čínští kosmonauti Jie Kuang-fu, Li Cchung a Li Kuang-su. Ještě téhož dne se ke stanici připojili.[47]

- 28. dubna – Po 36 dnech spojení odletěla od ISS nákladní loď SpaceX CRS-30 s asi 1 850 kg vědeckého materiálu. O dva dny později přistála v Atlantiku nedaleko Tampy.[48]

- 30. dubna – Poté, co čínští kosmonauti Tchang Chung-po, Tchang Šeng-ťie a Ťiang Sin-lin předali stanici a rozpracované aktivity TSS svým nástupcům, odletěli v kosmické lodi Šen-čou  17 na Zemi. Téhož dne také úspěšně přistáli v čínské autonomní oblasti Vnitřní Mongolsko po 187 dnech letu.[49]

- 2. května – Posádka SpaceX Crew-8 přesunula svou loď z předního na horní port modulu Harmony, čímž dostupnější přední port uvolnila pro přílet kosmické lodi Starliner při nadcházejícím testovacím letu s posádkou.[50]

- 28. května – Ruská nákladní loď Progress MS-25 se odpojila od ISS a o několik hodin později řízeně zanikla nad jižním Tichým oceánem. Ke stanici přiletěla o 177 dní dříve, 3. prosince 2023.[51]

- 28. května – Dosud nejdelší čínský výstup do volného prostoru ze stanice TSS podnikli kosmonauti Jie Kuang-fu a Li Kuang-su. Trval 8 hodin a 23 a dvojice při něm na modul Meng-tchien nainstalovala ochranné prvky pro ochranu povrchových vedení a technologií proti kosmickému odpadu.[52]
- 30. května – Z kosmodromu Bajkonur odletěla kosmická loď Progress MS-27 s 2504 kg nákladu.[53] K Mezinárodní vesmírné stanici se připojila 1. června 2024.[54]

- 4. června – Ruský kosmonaut Oleg Kononěnko se stal prvním člověkem v historii, který během svých kosmických letů strávil ve vesmíru 1000 dní.[55]
- 5. června – Z kosmodromu CCSFS na Floridě napotřetí odstartovala kosmická loď Starliner Calypso k první testovací misi s lidmi na palubě. Posádku letu Boeing Crew Flight Test (Boeing CFT) tvořili Barry Wilmore a Sunita Williamsová.[56] Poprvé v historii tak nastala situace, že ve vesmíru současně byly 4 různé typy kosmických lodí určených pro přepravu lidí – vedle Starlineru také americký Crew Dragon společnosti SpaceX a ruský Sojuz připojené k Mezinárodní vesmírné stanici a čínská Šen-čou připojená k Vesmírné stanici Tchien-kung.
- 6. června – Kosmická loď Starliner Calypso na misi Boeing CFT se – byť se zpožděním kvůli řešení problému s manévrovacími motory – připojila k Mezinárodní vesmírné stanici.[57]
- 13. června – Kvůli problému s „nekomfortem” ve skafandru byl na ISS odložen výstup do vesmíru, který měli podniknout astronauti Tracy Caldwellová Dysonová a Matthew Dominick.[58]
- 24. června – Američtí astronauti ani napodruhé nepodnikli výstup do vesmíru. Tracy Caldwellová Dysonová a Michael Barratt sice strávili půl hodiny ve vakuu, ale neopustili přechodovou komoru kvůli úniku chladicí kapaliny z jednoho z jejich skafandrů.[59]
- 27. června – Všichni členové posádky ISS se zhruba na hodinu uchýlili do svých kosmických lodí kvůli hrozícímu kontaktu stanice s tříští ze starší ruské družice Resurs-P1, z níž se nedlouho předtím na oběžné dráze uvolnilo na více než 100 úlomků.[60]
- 3. července – Již 3. letošní a celkem 16. čínský výstup z TSS uskutečnili čínští kosmonauti Jie Kuang-fu a Li Cchung.[61] Na modul Wen-tchien během šesti a půl hodiny umístili podobné ochranné prvky před kosmickým smetím, jakými byl už 28. května vybaven modul Meng-tchien.[62]
- 12. července – Pomocí robotické ruky Canadarm2 a pozemního personálu oddělila posádka ISS od stanice nákladní loď Cygnus NG-20 naplněnou 3 340 kg odpadu, která se poté vlastními silami vzdálila.[63] O den později vstoupila do atmosféry a zanikla.[64]
- 17. července – Americká agentura NASA oznámila, že na neurčito odkládá všechny výstupy do vesmíru z ISS, než se definitivně objasní příčiny úniku vody do skafandru při výstupu 24. června 2024.[65]
- 4. srpna – Další zásobovací loď odstartovala z Floridy k Mezinárodní vesmírné stanici. Cygnus NG-21 odletěl nákladem o hmotnosti 3 857 kg[66] a nesl jméno astronauta Francise R. „Dicka” Scobeeho, který v lednu 1986 zahynul při havárii během startu raketoplánu Challenger na misi STS 51-L.[67]

- 6. srpna – Cygnus NG-21 se s pomocí robotické paže Canadarm2 připojil k ISS.[68] Šlo o celkově 50. zachycení nákladní kosmické lodi u ISS tímto způsobem,[69] poprvé se tak stalo 17. září 2009 s japonskou nákladní lodí HTV-1.[70]
- 12. srpna – Společnost SpaceX oznámila, že do konce roku vyšle svou 6. soukromou misi 4 lidí, tentokrát na polární dráhu kolem Země. Členy posádky Fram2 budou Malťan čínského původu Čchun Wang, Norka Jannicke Mikkelsenová, Australan Eric Philips a Němka Rabea Roggeová, všichni na svém prvním kosmickém letu.[71] Start mise byl později odložen na jaro 2025.[72]
- 13. srpna – Od ISS se odpojila a o několik hodin později v atmosféře zanikla ruská nákladní loď Progress MS-26.[73]
- 15. srpna – Z Bajkonuru odstartovala k ISS další nákladní loď, Progress MS-28 s 2 621 kg nákladu.[74] Ke stanici se připojila 17. srpna.[75]
- 21. srpna – Kosmonaut Jie Kuang-fu jako první z čínských dobyvatelů vesmíru dokončil 300. den pobytu na oběžné dráze Země. Strávil ho na Vesmírné stanici Tchien-kung, kam při svém druhém kosmickém letu přiletěl 25. dubna 2024.[76]
- 24. srpna – Vedení NASA oznámilo, že v zájmu zachování maximální bezpečnosti posádky přistane kosmická loď Starliner na misi Boeing Crew Flight Test počátkem září 2024 v automatickém režimu. Její posádka kterou loď počátkem června 2024 dopravila na ISS, se na Zemi vrátí na jaře 2025 a společně se dvěma astronauty, kteří později v září přiletí v lodi SpaceX Crew-9.[77]
- 7. září – Kosmická loď Starliner na misi Boeing Crew Flight Test úspěšně dosedla v přistávací oblasti White Sands šest hodin po odpojení od ISS. Na rozdíl od cesty ke stanici v lodi nebyla z bezpečnostních důvodů žádná posádka.[78]
- 10. září – Z Floridy odletěla loď Crew Dragon s posádkou soukromé mise Polaris Dawn, první ze tří plánovaných letů programu Polaris financovaného podnikatelem Jaredem Isaacmanem. Isaacmana na jeho již druhém kosmickém letu doprovodili nováčci Scott Poteet, Sarah Gillisová, Anna Menonová.[79] Po méně než 20 hodinách letu splnili jeden z cílů, dosažení rekordní výšky oběžné dráhy kolem Země, 1 400,7 km.[80] Během letu se také uskutečnil historicky první soukromý výstup do vesmíru v nových skafandrech společnosti SpaceX.[81]
- 11. září – Trojice zkušených kosmonautů tvořená Rusy Alexejem Ovčininem a Ivanem Vagnerem a Američanem Donaldem Pettitem odletěla z kosmodromu Bajkonur v lodi Sojuz MS-26.[82] K Mezinárodní vesmírné stanici, kde stráví přes půl roku jako členové Expedice 72, se připojili o 3 hodiny později.[83] S jejich započtením na oběžné dráze Země poprvé v historii pobývá rekordní počet 19 lidí.
- 15. září – U jižních břehů Floridy skončila úspěšným přistáním pětidenní soukromá kosmická mise Polaris Dawn se čtyřčlennou posádkou komerčních astronautů.[84]
- 21. září – Kosmonauti Oleg Kononěnko a Nikolaj Čub vyrovnali čas 3. nejdelšího jednotlivého kosmického letu v délce 370 dní, 21 hodin, 22 minut. Ten mezi zářím 2022 a zářím 2023 absolvovali ruští kosmonauti Sergej Prokopjev a Dmitrij Petělin a americký astronaut Francisco Rubio. A protože 1. i 2. nejdelší let mířily ke stanici Mir, stali se Kononěnko a Čub současně držiteli rekordu v délce jednotlivého pobytu na ISS.
- 22. září – Oleg Kononěnko předal funkci velitele Mezinárodní vesmírné stanice americké astronatce Sunitě Williamsové.[85]
- 23. září – Od ISS se odpojila a o 3 hodiny v Kazachstánu přistála kosmická loď Sojuz MS-25 s kosmonauty Olegem Kononěnkem a Nikolajem Čubem a astronautkou Tracy Caldwellovou Dysonovou. Kononěnko s Čubem tak dokončili svůj rekordní, 374 dní trvající let, nejdelší na ISS, Kononěnko si navíc do statistik díky svým 5 letům zapsal nejdelší celkový pobyt jednotlivce ve vesmíru v délce 1 111 dní.[86]
- 28. září – Z kosmodromu CCSFS poprvé v jeho historii odstartovala kosmická mise s lidmi na palubě.[87] Astronaut Nick Hague a kosmonaut Alexandr Gorbunov se se svou kosmickou lodí na misi SpaceX Crew-9 o den později připojili k ISS, kde do posádky přibrali astronauty Wilmora a Williamsovou, aby na stanici společně půl roku pracovali jako Expedice 72.[88]
- 25. října – Do vod Mexického zálivu u pobřeží Floridy přistála po 235 dní dlouhém letu vesmírná mise SpaceX Crew-8, která byla nejdelším letem americké kosmické lodi s posádkou v hiostorii.[89] Na palubě se na Zemi z Mezinárodní vesmírné stanice vrátili američtí astronauti Matthew Dominick, Michael Barratt a Jeanette Eppsová a ruský kosmonaut Alexandr Grebjonkin.[90]

- 28. října – Aleš Svoboda, záložní astronaut Evropské kosmické agentury, zahájil společně s několika kolegy první etapu výcviku v Evropském středisku astronautů (EAC) v Kolíně nad Rýnem. Tři dvouměsíční bloky účastníky připraví na zařazení do krátkodobých soukromých vesmírných misí, např. v programu společnosti Axiom Space, o čemž uvažuje i Česko.[15][16]

- 29. října – Z čínského kosmodromu Ťiou-čchüan odstartovala kosmická loď Šen-čou 19 s tříčlennou posádkou pro nadcházející půlroční pobyt na Vesmírné stanici Tchien-kung.[91] Cchaj Sü-če, Sung Ling-tung a Wang Chao-ce se se svou lodí ke stanici připojili po 6,5 hodinách letu.[92]
- 3. listopadu – Odpojení od Vesmírné stanice Tchien-kung a o 9 hodin později také přistání v čínské autonomní oblasti Vnitřní Mongolsko podnikla tříčlenná posádka kosmické lodi Šen-čou 18, kterou tvořili Jie Kuang-fu, Li Cchung a Li Kuang-su.[93] Velitel Jie přistál jako první čínský kosmonaut, který při svých letech strávil ve vesmíru celý jeden rok.
- 5. listopadu – Další let se zásobami a vědeckými experimenty pro posádku Mezinárodní vesmírné stanice vypustila z Kennedyho vesmírného střediska společnost SpaceX. Mise CRS-31 ke stanici se 2 762 kilogramy materiálu doletěla za 12 a půl hodiny a úspěšně se k ní připojila.[94]
- 15. listopadu – Další nákladní loď neodletěla z Floridy k ISS, ale z čínského kosmodromu Wen-čchang k Vesmírné stanici Tchien-kung (TSS).[95] Kolem 7 500 kg zásob a vědeckých experimentů bylo určeno pro čerstvou tříčlennou posádku stanice a částečně i pro její nástupce, kteří přiletí na střídání na jaře 2025. Nákladní loď Tchien-čou 8 totiž u stanice zůstane 8 až 9 měsíců.[96]
- 18. listopadu – Nad jižním Tichým oceánem zanikla čínská nákladní kosmická loď Tchien-čou 7, která v lednu 2024 přivezla na TSS 7 400 kg zásob, vybavení a vědeckých experimentů. Od stanice se odpojila 10. listopadu.[97]
- 19. listopadu – Odpojením od Mezinárodní vesmírné stanice (ISS) a o několik hodin později řízeným vstupem do atmosféry nad jižním Pacifikem skončil let ruské nákladní lodi Progress MS-27. Na stanici na přelomu května a června 2024 přivezla 2,5 tuny zásob a materiálu.[98][99]
- 19. listopadu – ISS jen o několik hodin později musela mimořádné zvýšit svou dráhu kvůli snížení rizika své srážky při míjení s vesmírným odpadem, částí nefunkční obranné meteorologické družice, která se rozpadla v roce 2015.[100]
- 21. listopadu – Z Bajkonuru odstartovala další ruská nákladní kosmická loď a zamířila k ISS. Progress MS-29 byl naložen 2,5 tunami zásob a vybavení.[101] Ke stanici se v pořádku připojila 23. listopadu,[102] ale posádka stanice při otevření průlezu zaznamenala nepříjemný zápach a kapky neznámé kapaliny, takže ihned uzavřela poklop.[103] Podle zprávy NASA z 25. listopadu už ale loď byla otevřena, protože se zápach, pravděpodobně pocházející z materiálů uvnitř nákladní kosmické lodi, mezitím rozptýlil.[104]
- 5. prosince – Končící ředitel NASA Bill Nelson oznámil další odklad mise Artemis II s plánovaným obletem Měsíce lodí s lidskou posádkou ze září 2025 na duben 2026. Zpoždění vysvětlil nutností technických kontrol a změnu návratové trajektorie kvůli potížím s tepelným štítem při předchozí misi programu. Také termín dalšího letu Artemis III se posunul, a to na polovinu roku 2027.[105] Lidé by při něm měli po 55 letech znovu stanout na povrchu Měsíce.
- 17. prosince – Čínští kosmonauti Cchaj Sü-če a Sung Ling-tung vystoupili z Vesmírné stanice Tchien-kung, aby dokončili instalaci zařízení na ochranu vesmírné stanice před kosmickým smetím a splnili další úkoly.[106] Výstupem o délce 9 hodin a 6 minut překonali o 10 minut skoro 25 let starý rekord amerických astronautů Jamese Vosse a Susan Helmsové z 11. března 2001.[107]
- 17. prosince – U břehů Floridy v Mexickém zálivu přistála kosmická loď Cargo Dragon na konci své mise SpaceX CRS-31.[108] O den dříve se odpojila od ISS, kam 5. listopadu dopravila bezmála 2,8 tuny zásob.
- 19. prosince – Jen dva dny po Číňanech se do volného prostoru vydali také Rusové. Alexej Ovčinin a Ivan Vagner kromě dalších aktivit nainstalovali rentgenový spektrometr, který bude po tři roky, v periodách trvajících 72 dní, pozorovat vždy celkem 84 procent nebeské sféry. Při teprve třetím výstupu z ISS v roce 2024 strávili mimo bezpečí stanice 7 hodin a 17 minut.[109][110].
- 28. prosince – Agentura Roskosmos oznámila, že se od roku 2025 prodlouží standardní doba pobytu ruské části posádky ISS z půl roku na 7 až 9 měsíců, což jí ušetří jednu kosmickou loď Sojuz každé 2 roky. Současně Roskosmos uzavřel s NASA již 3. dodatek k dohodě o vzájemné výměně sedaček pro jednoho kosmonauta a jednoho astronauta v misích k ISS, která se uskutečňuje už od podzimu 2022. Proto také v misích Sojuz MS-28 a MS-29 v před koncem roku 2025 a v roce 2026 poletí jeden astronaut NASA, a naopak ve třech misích Crew Dragon koncem roku 2025, v roce 2026 a 2027 nebude chybět ruský kosmonaut.[111]
- 31. prosince – Na konci roku pobývalo ve vesmíru 10 kosmonautů a astronautů – Barry Wilmore, Sunita Williamsová, Nick Hague, Alexandr Gorbunov, Alexej Ovčinin, Ivan Vagner, Donald Pettit, Cchaj Sü-če, Sung Ling-tung a Wang Chao-ce.

## Automatické sondy a satelity
V přehledu jsou shrnuty zásadní události týkající se klíčových automatických sond a satelitů zejména s vědeckým, pozorovacím a technologickým určením, vyslaných na oběžnou dráhu Země, k Měsíci a k ostatním planetám Sluneční soustavy.
- 8. ledna – Odstartovala Peregrine Mission One společnosti Astrobotic Technology, první testovací let programu komerčního zásobování Měsíce (CLPS) v rámci programu Artemis.[112] S nákladem asi 90 kg, tvořeným vědeckými přístroji a několika minivozítky,[113] měl přistávací modul Peregrine dosednout na měsíční povrch 23. února 2024.[114] Od počátku se ale potýkal s problémy, a proto byl 18. ledna 2024 naveden do atmosféry Země, kde zanikl.[115] Později se ukázalo, že příčinou selhání byl vadný regulační ventil tlaku helia.[116]
- 8. ledna – Službou Direct-to-cell[117] byla poprvé v historii poslána textová zpráva přes satelit z běžného mobilního telefonu. Prvních 6 kusů 2. generace satelitů Starlink, které poskytování této služby zvládají, vypustila společnost SpaceX v balíku s dalšími o 6 dní dříve, 2. ledna.[118]
- 9. ledna – Z kosmodromu Si-čchang odstartovala mise Einstein Probe. Společný projekt Čínské akademie věd, Evropské kosmické agentury a Institutu Maxe Plancka pro mimozemskou fyziku[119] bude z dráhy necelých 600 km nad Zemí dvěma rentgenovými teleskopy studovat vysoce energetické jevy spojené např. s černými dírami nebo neutronovými hvězdami.[120]

- 18. ledna – Marsovskému minivrtulníku Ingenuity se na konci jeho 72. letu ulomil list rotoru a konce dalších listů se poškodily. Stroj, od něhož se původně očekávaly alespoň 3 lety, tak byl mnohonásobně úspěšnější a v řídké atmosféře Marsu nalétal celkem 2 hodiny a 9 minut. Významně přitom pomohl při plánování cest vozítka Perseverance, s nímž na Mars přiletěl 18. února 2021.[121]
- 19. ledna – V povrch měsíčního Moře nektaru úspěšně, i když „vzhůru nohama”,[122] a tedy se špatnou orientací solárních panelů vůči Slunci, dosedl přistávací modul japonského projektu SLIM. Modul Japonsku zajistil 5. místo mezi zeměmi světa, které dosáhly hladkého přistání na Měsíci. Na cestu se vydal 7. září 2023 z kosmodromu Tanegašima spolu americko-japonským rentgenovým teleskopem XRISM.[123]
- 15. února – K Měsíci odletěl z Floridy lunární modul Nova-C společnosti Intuitive Machines, která tak začala plnit své úkoly podle programu komerční dopravy nákladu na Měsíc (CLPS). Na rozdíl od modulu Peregrine vyslaného v lednu 2024 dalším partnerem z programu CLPS se Nova-C k Měsíci skutečně vypravila.[124]
- 19. února – V Utahu v USA dosedlo přistávací pouzdro Winnebago-1 společnosti Varda Space Industries o hmotnosti 90 kg. Při historicky prvním návratu komerčního tělesa tohoto typu byly na Zemi dopraven experiment s pěstováním krystalů ritonaviru, léku používaného k léčbě AIDS. Do vesmíru se pouzdro dostalo 12. června 2023 při hromadném vypuštění skupiny družic raketou Falcon 9 (mise Transporter-8).[125]
- 23. února – Asi 300 km od měsíčního jižního pólu v kráteru Malapertuis přistál lunární modul Nova-C. První přistání amerického tělesa na Měsíci od Apolla 17 v roce 1972 a vůbec první přistání soukromého modulu na Měsíci ale nebylo stoprocentní – modul se při něm kvůli chybě při pohybu nad terénem částečně překlopil a zůstal stát v úhlu asi 30° od plánované horizontální polohy.[126]
- 13. března – Z kosmodromu Si-čchang odstartovala k Měsíci dvojice družic DRO-A a DRO-B zacílená na vzdálenou retrográdní dráhu (DRO) kolem Měsíce. Ta je pro svou velkou stabilitu vhodná k umístění infrastruktury pro širší měsíční programy, např. pro navigační a komunikační účely. Start však poznamenala anomálie na horním stupni rakety Čchang-čeng 2C, takže hrozilo nesplnění cíle mise.[127] Později se ukázalo, že obě sondy díky vytvoření složité náhradní trajektorie dráhy DRO dosáhly[128] a zahájily testování spolupráce s družicí DRO-L obíhající od února 2024 po nízké oběžné dráze Země.[129]
- 20. března – Družice Čchüe-čchiao-2, kterou Čína vypustila z kosmodromu Wen-čchang, se vydala směrem k Měsíci, aby z jeho protáhlé eliptické dráhy (200 – 16 000 km) pokrývala telekomunikační spojení s odvrácenou stranou Měsíce a jeho pólů při nadcházejících měsíčních misích čínského vesmírného programu. Mise je náhradou předchozí družice Čchüe-čchiao-1 vypuštěné v roce 2018.[130]
- 6. května – Čína vypustila z kosmodromu Wen-čchang kosmickou sondu Čchang-e 6. Jejím úkolem bylo získat poprvé v historii vesmírného výzkumu vzorky kamenů a zeminy z povrchu odvrácené strany Měsíce.[131]
- 1. června – Sestava přistávacího modulu a vzletového modulu čínské kosmické sondy Čchang-e 6 úspěšně přistála v impaktním měsíčním kráteru Apollo poté, co se 30. května oddělila od základního modulu, který zůstal na oběžné dráze Měsíce.[131][132]
- 3. června – Návratová kapsle sondy Čchang-e 6, naplněná v předchozích dvou dnech vzorky z měsíčního povrchu, odstartovala z provizorní startovní rampy tvořené přistávacím modulem. Kapsle se o 3 dny později přiblížila a připojila k základnímu modulu obíhajícímu kolem Měsíce.[133]
- 25. června – Na Zemi se – vůbec poprvé v historii[134] – vrátilo přistávací pouzdro s 1935 gramy vzorků z povrchu odvrácené strany Měsíce. Po pětidenním letu z měsíční oběžné dráhy dopadlo na padáku v čínské provincii Vnitřní Mongolsko. Úspěšně tak skončila mise Čchang-e 6 zahájená startem 6. května 2024.[135]
- 17. července – NASA oznámila, že kvůli zpoždění termínů a minulému i hrozícímu budoucímu zvyšování nákladů ukončí vývoj měsíčního vozítka VIPER (Volatiles Investigating Polar Exploration Rover). Jeho účelem mělo být vyhledávání ledu a dalších potenciálních zdrojů na povrchu Měsíce, ale NASA je schopna téhož dosáhnout i jinými projekty svého měsíčního programu.[136]
- 29. července – Agentura NASA provedla technologickou demonstraci systému Deep Space Optical Communications, při níž dopravila data prostřednictvím laserového signálu do přijímače své sondy Psyche. Ta byla v tu chvíli ve vzdálenosti 460 milionů kilometrů od Země.[137]
- 6. srpna – Čínská firma SSST vypustila první sadu 18 satelitů své nové komunikační megakonstelace Čchien-fan (Tisíc plachet). Plánovaných více než 14 tisíc satelitů pro globální širokopásmový přístup k internetu – z toho 648 do konce roku 2025 – je jen jedním ze dvou čínských pokusů o konkurenci pro americkou síť Starlink. Po několika hodinách se ukázalo, že po uvedení satelitů na oběžnou dráhu explodoval druhý stupeň nosiče Čchang-čeng 6A a vytvořil shluk několika stovek kusů kosmického odpadu.[138] Také druhá síť Kuo-wang plánuje brzy vypustit první satelity z plánovaných 13 tisíc kusů.[139]
- 8. srpna – NASA vypnutím vysílače ukončila provoz sondy NEOWISE (Near-Earth Object Wide-field Infrared Survey Explorer), která se více než 10 let zaměřovala na hledání asteroidů a komet, včetně těch, které by mohly představovat hrozbu pro Zemi. Sonda bez vlastního pohonného systému se nemohla udržet na postupně se snižující oběžné dráze.[140] Sonda bezpečně shořela po vstupu do atmosféry Země 2. listopadu 2024.[141]

- 20. srpna – Necelých 7 000 km nad Zemí[142] (a o den dříve kolem Měsíce[143]) proletěla sonda JUICE.zaměřená na výzkum ledových měsíců planety Jupiter. Při průletu pomocí svých přístrojů potvrdila v atmosféře naší planety důkazy podmínek vhodných pro existenci života, které bude testovat i v cíli své cesty.[144] Sondu vyvinula a v dubnu 2023 vypustila Evropská kosmická agentura a její průlet byl prvním z plánovaných gravitačních manévrů pro postupné zvyšování rychlosti a změnu trajektorie letu. Než se v červenci 2031 dostane k cíli své cesty, proletí JUICE kolem Země ještě dvakrát.[145][146]
- 27. srpna – Technici z Laboratoře tryskových pohonů NASA (JPL), kteří již 47 roků řídí let sondy Voyager 1, přepnuli ovládání sondy mezi dvěma sadami trysek. Choulostivá operace obešla ucpávání palivových trubic v dosud používané sadě trysek, čímž obnovila natáčení sondy a její antény k Zemi a zlepšila tak příjem vědeckých dat.[147] Při obnovení komunikace řídicí týmu využil i záložní radiový vysílač na sondě, který byl naposledy v provozu v roce 1981.[148] JPL dříve informovala o záměru udržet oba Voyagery v chodu alespoň do 50. výročí zahájení mise v roce 1977.[149]
- 29. srpna – NASA oznámila, že se podařilo rozevřít čtvercovou plachtu o rozloze 80 m2 na cubesatu ACS3 (Pokročilý kompozitní systém solárních plachet).[150][151] Ten do vesmíru s dalšími malými satelity vynesla raketa Electron 23. dubna 2024 a měl sloužit jako technologická demonstrace solárních plachet pro pohon budoucích malých kosmických lodí s využitím slunečního větru. Než mohla plachta plně prokázat svou funkčnost, zjistili technici ohnutí jednoho ze čtyř nosných ramen plachty, v jehož důsledku cubesat ztratil směr a vymkl se kontrole.[152]

- 4. září – Společná evropská a japonská sonda BepiColombo počtvrté proletěla (ve vzdálenosti 165 km) kolem Merkuru na své složité trajektorii, po níž se k planetě ještě dvakrát vrátí a nakonec se v listopadu 2026 usadí na její oběžné dráze. Z ni bude podrobně studovat zejména Merkurovo magnetické pole, magnetosféru a vnitřní i povrchové struktury.[153][154]
- 6. září – Utajovaný experimentální znovupoužitelný raketoplán přistál po 276 dnech své třetí mise v testovací oblasti Lobnor v čínském autonomním regionu Sin-ťiang.[155][156] Stroj je považován za součást čínského programu Šen-lung, obdoby amerického programu znovupoužitelného raketoplánu Boeing X-37B.
- 7. října – Z kosmodromu CCSFS odstartovala na raketě Falcon sonda Hera, klíčová vědecká mise evropské agentury ESA v roce 2024. Sonda zamíří k planetce Didymos a jejímu měsíci Dimorphos, aby prozkoumala důsledky střetu Dimorpha se sondou DART v září 2022. Americká NASA tehdy řízenou srážkou testovala možnosti odklonění měsíce z jeho dráhy pro případ, že by v budoucnu nějaké podobné těleso ohrožovalo Zemi.[157]
- 14. října – Na svou více než pětiletou cestu k Jupiteru se z KSC vydala nejdražší meziplanetární sonda NASA pojmenovaná Europa Clipper. S pomocí dvou gravitačních manévrů v blízkosti Marsu a Země má doletět k Jupiteru v roce 2030 a usadit se na jeho oběžné dráze, na níž se celkem 49krát prosmýkne kolem hlavního cíle cesty, ledem pokrytého měsíce Europa, a bude ho přitom detailně sledovat.[158]
- 6. listopadu – Sonda Parker Solar Probe, kterou v srpnu 2018 vypustila americká NASA, provedla sedmý a poslední průlet kolem Venuše. Díky němu zamířila na vysoce eliptickou dráhu s periheliem necelých 7 milionů kilometrů nad středem Slunce. Sonda bude zkoumat vnější sluneční korónu, k čemuž dostala do vínku vhodné podmínky – bude se kolem Slunci pohybovat nejblíže ze všech lidmi uměle vyrobených objektů a současně nejrychleji ze všech lidských výtvorů, až 191 km/s.[159][160]
- 1. prosince – Evropsko-japonská sonda BepiColombo provedla po třech měsících další, již pátý ze šesti plánovaných průletů kolem planety Merkur. Na své cestě na oběžnou dráhu Merkuru dosud absolvovala gravitační manévry u Země a Venuše v roce 2020, podruhé u Venuše a poprvé u Merkuru v roce 2021, a pak u Merkuru jednou v letech 2022 a 2023 a dvakrát letos.[161]
- 5. prosince – S jednodenním odkladem kvůli technické závadě odletěla z indického kosmodromu Šríharikota evropská sonda Proba-3. Její dvě části budou na vysoce eliptické dráze kolem Země mezi sebou udržovat na milimetry přesně stanovenou vzdálenost, při níž díl Occulter bude dílu Coronograph vytvářet umělé zatmění Slunce. To umožní provádět několikahodinová pozorování, která by mohla vést např. k porozumění, proč je sluneční koróna o tolik teplejší než samotné Slunce, nebo jak se v čase mění jeho výdej energie.[162]
- 12. prosince – Pouhých 360 kilometrů nad povrchem se kolem Země prosmýkla sonda Lucy. Na své cestě ke studiu trojánů, planetek obíhajících před a za Jupiterem po jeho oběžné dráze kolem Slunce, tedy ve dvou z tzv. libračních center soustavy Slunce a Jupitera. Od startu v říjnu 2021 se Lucy k Zemi vrátila už podruhé a tentokrát se díky její graviteční asistenci urychlila vzhledem ke Slunci o 7,31 kilometrum za sekundu. Její let je naplánován až do roku 2033.[163]
- 21. prosince – Z kalifornského kosmodromu Vandenberg se spolu s 29 dalšími satelity do vesmíru vydal cubesat LASARsat, který vytvořila skupina středoškoláků LASAR[164] s výrobní podporou brněnské firmy Spacemanic.[165] Satelit bude testovat laserové aplikace pro řízení kosmického provozu se zaměřením na studium vlivu zemské atmosféry na laserové paprsky a jejich využití při řešení problému kosmického smetí. Studenti tak navazují svůj úspěch z jara 2024 v soutěži Conrad Challenge organizované agenturou NASA, v níž se svým projektem zvítězili ve dvou ze tří kategorií.[166][167]
- 16. prosince – Čína vypustila z kosmodromu Wen-čchang prvních 10 satelitů nové internetové konstelace Kuo-wang (Národní síť). Sestavu budovanou státní společností China Satnet, založené v roce 2021, by mělo po dokončení tvořit až 13 tisíc jednotek. Jde přitom už o druhou síť, jejíž první satelity letos z Číny odletěly – již v srpnu vyslala společnost SSST prvních 18 satelitů konstelace Čchien-fan (Tisíc plachet) a od té doby jich přidala dalších 36.[168]
- 24. prosince – Americká sonda Parker Solar Probe na své cílové oběžné dráze kolem Slunce proletěla pouhých 6,1 milionů kilometrů nad jeho povrchem. Dosáhla přitom rychlosti přes 190 kilometrů za sekundu, a potvrdila tak své postavení nejrychlejšího objektu vyrobeného lidstvem. Sbírala přitom data o vnější sluneční koróně, která bude v dalších týdnech v energeticky klidnějším prostředí své protáhlé eliptické dráhy vysílat na Zemi. Do těsné blízkosti Slunce se ještě několikrát vrátí, vždy po 3 měsících.[169][170]
- 30. prosince – Indická agentura ISRO vypustila misi se dvěma satelity SpaDeX, jejímž záměrem je ověření fungování dokovací technologie agentury, která je klíčová pro její nadcházející program letů s posádkou v lodích Gaganján pro lety lidí do vesmíru, a také pro projekt Čandraján-4 s cílem dopravit na Zemi vzorky zeminy z Měsíce.[171][172]

## Rakety a kosmodromy
V přehledu jsou shrnuty zásadní události týkající raket a raketové techniky, včetně kosmodromů, zejména o inauguračních letech nových raket, o posledních letech dříve zavedených raket, nebo o větších selháních a jiných mimořádných událostech spojených s raketami.
- 1. ledna – Celosvětově první start v novém roce zažil indický kosmodrom Śríharikota, odkud raketa PSLV-DL při svém 58. startu vynesla 2 indické objekty. Byly jimi XPoSat, satelit určený ke studiu polarizace rentgenového záření z vesmírných zdrojů, a experimentální orbitální modul POEM 3 jako součást indických přprav na let vlastních kosmonautů.[173]
- 8. ledna – Po bezmála pěti leté odkladů z Floridy poprvé odstartovala nosná raketa Vulcan s 2. stupněm Centaur. Od roku 2014 ji vyvíjela americká společnost United Launch Alliance (ULA) ve spolupráci s vládou USA jako náhradu za dosluhující nosiče Atlas V a Delta IV. Prvním nákladem byl lunární modul Peregrine,[112] do budoucna bude raketa vynášet také nákladní raketoplány Dream Chaser společnosti Sierra Space.[174]
- 11. ledna – Čínská společnost Orienspace poprvé úspěšně vypustila svůj nosič Gravity-1 z mobilní námořní plošiny umístěné ve Žlutém moři. Kromě startu z upravené námořní lodi byla dalším prvenstvím rakety skutečnost, že Gravity-1 se stala celosvětově nejsilnější raketou na tuhá paliva. Současně se zařadila na čelo seznamu nejsilnějších čínských soukromých nosičů.[175]
- 17. února – Celkem druhý, ale první úspěšný start z kosmodromu Tanegašima absolvovala nová nosná raketa H3.[176] Zatímco napoprvé během startu selhala a zanikla i s družicí ALOS-3, určené pro kartografické práce a monitorování přírodních katastrof,[177] druhý exemplář vynesl na oběžnou dráhu dva minisatelity a hmotnostní maketu nákladu.[178][179] V budoucnu má H3 vynášet nákladní kosmické lodi HTV-X.
- 13. března – Při svém prvním letu selhala malá japonská raketa KAIROS. Nosič na pevné palivo určený pro dopravu malých nákladů na nízkou dráhu kolem Země a heliosynchronní dráhu, po 5 sekundách letu zničil autonomní systém ukončení letu.[180] Ze soukromého kosmodromu Kii v nejjižnější části ostrova Honšú raketu vypustila společnost Space One, která podle svých slov plánuje až 20 startů ročně.[181]
- 13. března – Z kosmodromu Si-čchang odstartovala nejčastěji používaná čínská raketa Čchang-čeng 2 se dvěma satelity určenými pro pozorování Měsíce a pojmenovanými DRO-A a DRO-B. Blíže neurčený problém na horním stupni nosiče zamezill přesnému navedení družic pro testování přesné navigační technologie na zamýšlenou oběžnou dráhu kolem Měsíce, což by znemožnilo jejich činnost.[182] Z údajů ze sledování drah satelitů však postupně vyplynulo, že se Čína úspěšně pokusila obě sondy zachránit.[183]
- 14. března – Společnost SpaceX provedla třetí testovací let sestavy kosmické lodi Starship a nosné rakety Super Heavy. Obě součásti splnily většinu cílů mise, přestože nosič se rozpadl při pokusu o přistání na mořskou hladinu a kosmická loď po necelých 50 minutách letu během vstupu do atmosféry.[184]
- 9. dubna – Z Floridy ke svému vůbec poslednímu letu odstartovala nosná raketa Delta IV společnosti United Launch Alliance. Při velké části svých startů vynesla vojenské satelity pro Vesmírné síly USA a Národní průzkumný úřad (NRO), včetně satelitů navigačního systému GPS. Mezi lety 2002 a 2024 odstartovala celkem 45krát. Letem ale skončila i 64 let dlouhá éra všech typů raket Delta s celkem 389 starty od roku 1960.[185]
- 11. dubna – Celkem čtvrtý, ale třetí úspěšný let absolvovala ruská těžká raketa Angara 5. Oproti předchozím startům z kosmodromu Pleseck tentokrát Roskosmos vyzkoušel vypuštění Angary z nového zařízení Vostočnyj. Tento náhradní pokus za předchozí částečné selhání v prosinci 2021 otevřel cestu pro běžné používání rakety k dopravě nákladu na nízkou nebo geostacionární dráhu.[186]
- 7. května – Čína úspěšně vypustila další z široké palety typů svých raket. Čchang-čeng (Dlouhý pochod) 6C, která při svém prvním letu vynesla 4 satelity, je se 43 metry délky kratší verzí rakety Čchang-čeng 6A používané od roku 2022. Verze 6C je schopna dopravit na nízkou oběžnou dráhu Země 4 500 kg a až 2 400 kg na heliosynchronní dráhu.[187]
- 27. května – Severní Korea se pokusila vypustit ze svého kosmodromu Sohae bezejmennou raketu, která byla v oficiálním stanovisku označena za „nový typ satelitního nosiče”. Po 2 minutách selhal na prvním stupni rakety „nově vyvinutý motor na kapalný kyslík + ropu” a země tak ztratila svůj výzvědný satelit Malligjong 1-1.[188][189] Jihokorejská média dospěla k závěru, že se ve skutečnosti jednalo o ruský raketový motor RD-191.[188][190]
- 6. června – SpaceX provedla hodinový 4. testovací let sestavy své rakety Super Heavy s kosmickou lodí Starship. Obě součásti i přes dílčí problémy splnily, co se od nich očekávalo – řízeně přistály na mořské hladině, Starship navíc úspěšně proletěla z vesmíru zpět atmosférou.[191]
- 9. července – Z Guyanského kosmického centra poprvé vzlétla Ariane 6, nová raketa evropské agentury ESA. Verze A62 (se dvěma bočními posilovači) vynesla 9 cubesatů a několik experimentů na 2. stupni nosiče a dvě experimentální návratová pouzdra. Druhý stupeň ani návratová pouzdra se ale vlivem poruchy nepodařilo nasměrovat k návratu do atmosféry.[192]
- 10. července – Čínská společnost i-Space neuspěla – počtvrté ze sedmi pokusů – při startu své rakety Hyperbola 1 z kosmodromu Ťiou-čchüan. Blíže neobjasněná anomálie na 4. stupni způsobil ztrátu 3 meteorologických satelitů Jün-jao 1 (s pořadovými čísly 15–17).[193][194]
- 12. července – Při startu s jednou ze sad satelitů datové sítě Starlink selhal 2. stupeň nosné rakety Falcon 9, což vyvolalo vyšetřování Federálního úřadu pro letectví (FAA) ohledně bezpečnosti nosiče a pozastavení jeho letů. V ohrožení se tak ocitly nejbližší termíny startů k Mezinárodní vesmírné stanici – nákladní lodi Cygnus NG-21 (na začátku srpna) a mise SpaceX Crew-9 s posádkou pro nadcházející půlroční Expedici 72 na ISS (v polovině srpna).[195]
- 25. července – FAA po obsáhlém prověření došel k závěru, že anomálie při letu rakety Falcon 9 provedeném 11. července neměla žádné bezpečnostní dopady na veřejnost, a přistoupil na návrh SpaceX, aby zbytek vyšetřování probíhal během provozu nosičů Falcon 9.[196] SpaceX na opětovné povolení letů reagovala první startem 26. července, jen několik hodin po vydání rozhodnutí FAA.[197]
- 19. srpna – Na kosmodromu SaxaVord Spaceport[198] na nejsevernějším z britských Shettlandských ostrovů explodoval první stupeň rakety One, prvního evropského komerčního nosiče vyvíjeného německou společností RFA (Rocket Factory Augsburg). Stupeň měl projít statickým zážehem svých motorů během příprav na první let, který se měl uskutečnit přibližně o měsíc později.[199]
- 28. srpna – První stupeň nosné rakety Falcon 9 se po úspěšném vynesení nové sady satelitů sítě Starlink a následném dosednutí na plovoucí přistávací plošinu A Shortfall of Gravitas převrátil do vodorovné polohy. Exemplář Falconu 9 s číslem B1062 tak při svém 23. letu přerušil řadu 267 úspěšných přistání těchto nosičů od předchozího selhání v únoru 2021.[200][201] FAA obratem znovu – stejně jako 12. července – přechodně zastavil starty Falconů.[202] Ale zatímco v předchozím případě úřad další starty povolil po dvou týdnech, tentokrát se tak stalo již po dvou dnech s tím, že vyšetřování bude pokračovat za provozu.[203]
- 5. září – Ke svému poslednímu, 20. úspěšnému a celkem 22. startu vzlétla z kosmodromu Kourou malá evropská raketa Vega. Na oběžnou dráhu dopravila družici Sentinel 2C o hmotnosti 1 143 kg. Další Sentinel z evropského programu Copernicus už vynese v listopadu 2024, nástupce Vegy, její varianta Vega C, která už absolvovala dva úvodní lety v červenci a prosinci 2022.[204]
- 28. září – Třetí anomálii při letu nosiče Falcon 9 během 11 týdnů způsobil 2. stupeň rakety, která na oběžnou dráhu vynesla posádku SpaceX Crew-9. Ten sice po odpojení kosmické lodi podle plánu vstoupil do atmosféry, aby shořel, ale neprovedl správně brzdicí manévr, takže nespálené zbytky dopadly v jiném místě, než měly. Firma sama přerušila další lety Falconů,[205] přesto FAA požadoval vyšetření události[206] a obnovení letů povolil až 11. října po prostudování zprávy SpaceX o příčinách anomálie.[207]
- 13. října – SpaceX popáté vypustila raketu Super Heavy s kosmickou lodí Starship k 65 minut trvajícími letu. Novinkou oproti předchozí misi 6. června 2024 bylo úspěšné provedení hned prvního pokusu o zachycení sedmdesátimetrového 1. stupně sestavy mechanickými rameny startovní věže.[208]
- 19. listopadu – Již šestý integrovaný letový test nosiče Super Heavy a kosmické lodi Starship provedla společnost SpaceX. Super Heavy sice z technických důvodů neabsolvoval další pokus o přistání u startovací věže, jaký se společnosti povedl při předchozím letu, ale Starship úspěšně provedla první spuštění jednoho ze svých motorů během letu ve vesmíru.[209]
- 27. listopadu – Čínská společnost LandSpace vypustila z kosmodromu Ťiou-čchüan novou verzi své rakety Ču-čchüe 2. Po předchozích 3 startech v letech 2022 a 2023 (z toho dvou úspěšných) vyslala na špici vylepšené verzí 2E se zvýšenou nosnosti na nízkou oběžnou dráhu 2 technologické testovací družice pro demonstraci laserového komunikačního systému.[210][211]
- 30. listopadu – Čína poprvé vypustila svůj nový velký nosič Čchang-čeng (Dlouhý pochod) 12. Raketa vysoká 62 metrů s vylepšenými motory s vyšším tahem odstartovala jako vůbec první z nového komerčního kosmodromu Wen-čchang se dvěma experimentálními satelity.[212]
- 4. prosince – Třetí čínskou novinkou v řadě se stala malá raketa Kchuaj-čou v modifikaci 1A Pro, s nosností na LEO zvýšenou na 450 kg. Při úspěšné premiéře vynesla satelit Chaj-šao 1 pro radarový průzkum hladiny a pobřeží čínských moří.[213]
- 18. prosince – Japonské společnosti „Space One” se ani na druhý pokus nepodařil start její malé rakety KAIROS z kosmodromu Kii. Oproti selhání po 5 sekundách 13. března tentokrát stroj s 5 malými satelity letěl déle, ale i tak zhruba 90 sekund po startu ztratil kontrolu nad svou trajektorií a byl zničen autodestrukčním systémem. Japonsko tak i nadále čeká na první úspěšný soukromý kosmický let.[214]
- 27. prosince – Kvůli ztrátě stability zničil po zhruba 3 minutách letu autodestrukční systém také malou nosnou raketu na pevná paliva Kinetica-1 (Li-ťien-1) včetně testovací kabiny Dier-3 a 10 meteorologických, astronomických a dalších satelitů.[215] Společnost CAS Space, většinově vlastněná Čínskou akademií věd, tak zaznamenala první selhání po pěti úspěšných startech stejného typu nosiče mezi červencem 2022 a listopadem 2024.
- 31. prosince – Posledním startem roku 2024 bylo vypuštění rakety Falcon 9 s 21 satelity internetové konstelace Starlink. Šlo o celkem 134. let Falconu v roce 2024 (včetně 2 letů Falconu Heavy) a společnost SpaceX i díky němu překonala svůj vlastní rekord z předchozího roku, kdy zvládla „pouhých” 96 letů. Do celkové bilance SpaceX je ještě třeba započíst 4 letové testy sestavy Super Heavy/Starship.

## Podrobné statistiky

### Počet startů na orbitální dráhy po měsících
| měsíc    | celkem | úspěšných | částečně úspěšných | neúspěšných |
| -------- | ------ | --------- | ------------------ | ----------- |
| leden    | 22     | 22        | 0                  | 0           |
| únor     | 19     | 19        | 0                  | 0           |
| březen   | 21     | 19        | 1                  | 1           |
| duben    | 19     | 19        | 0                  | 0           |
| květen   | 26     | 25        | 0                  | 1           |
| červen   | 17     | 17        | 0                  | 0           |
| červenec | 13     | 10        | 1                  | 2           |
| srpen    | 21     | 21        | 0                  | 0           |
| září     | 23     | 23        | 0                  | 0           |
| říjen    | 19     | 19        | 0                  | 0           |
| listopad | 29     | 29        | 0                  | 0           |
| prosinec | 30     | 28        | 0                  | 2           |
| celkem   | 259    | 251       | 2                  | 6           |

### Počet startů na orbitální dráhy podle zemí
| země          | celkem startů | úspěšné | částečně úspěšné | neúspěšné |
| ------------- | ------------- | ------- | ---------------- | --------- |
| USA           | 154           | 153     | 0                | 1         |
| Čína          | 68            | 65      | 1                | 2         |
| Rusko         | 17            | 17      | 0                | 0         |
| Japonsko      | 7             | 5       | 0                | 2         |
| Indie         | 5             | 5       | 0                | 0         |
| Írán          | 4             | 4       | 0                | 0         |
| Evropská unie | 3             | 2       | 1                | 0         |
| Severní Korea | 1             | 0       | 0                | 1         |
| Celkem        | 259           | 251     | 2                | 6         |

### Počet startů na orbitální dráhy podle typu nosiče
Nejvíce provedených startů na orbitální dráhy uskutečnily nosiče Falcon 9 americké společnosti SpaceX – celkem 134, včetně 2 letů Falconu Heavy. Z nich byl pouze 1 neúspěšný. Další v pořadí jsou s velkým odstupem Čchang-čeng (Dlouhý pochod) 2 s 18 starty, z toho 1 neúspěšným, ruský Sojuz 2 s 15 starty a americký Electron se 14 starty. Všechny ostatní více než tři desítky typů raket absolvovaly 8 a méně startů a polovina z nich jen jediný.

### Seznam částečně úspěšných a neúspěšných startů
| datum        | nosič         | provozovatel | kosmodrom   | náklad           | výsledek         | komentář |
| ------------ | ------------- | ------------ | ----------- | ---------------- | ---------------- | --- |
| 13. března   | KAIROS        | Space One    | Kii         | CSICE            | Neúspěšný        | První let rakety KAIROS s technologickou demonstrací CSICE skončil explozí krátce startu.                                        |
| 13. března   | Čchang-čeng 2 | CASC         | Si-čchang   | DRO-A a B        | Částečně úspěšný | Problém na horním stupni nosiče znemožnil přesné navedení družic pro studium Měsíce na zamýšlenou oběžnou dráhu.                 |
| 27. května   | —             | NATA         | Sohae       | Malligjong-1-1   | Neúspěšný        | První stupeň „nového typu satelitního nosiče” selhal po 2 minutách letu kvůli „nově vyvinutému motoru na kapalný kyslík + ropu”. |
| 9. července  | Ariane 6      | ArianeGroup  | Kourou      | 11 objektů       | Částečně úspěšný | Při 1. letu rakety způsobila porucha 2. stupně nesplnění některých úkolů mise.                                                   |
| 10. července | Hyperbola 1   | i-Space      | Ťiou-čchüan | Jün-jao 1 #15-17 | Neúspěšný        | Sedmý let čínské rakety Hyperbola 1 přinesl ztrátu 3 meteorologických satelitů kvůli anomálii na 4. stupni.                      |
| 12. července | Falcon 9      | SpaceX       | Vandenberg  | Starlink 9-3     | Neúspěšný        | Raritní selhání Falconu kvůli neschopnosti 2. stupně znovuzapálit svůj motor a dosáhnout plánované dráhy.                        |
| 18. prosince | KAIROS        | Space One    | Kii         | 6 objektů        | Neúspěšný        | Také 2. let rakety KAIROS skončil neúspěchem po 90 sekundách kvůli ztrátě kontroly nad trajektorií..                             |
| 27. prosince | Kinetika-1    | CAS Space    | Ťiou-čchüan | 11 objektů       | Neúspěšný        | Raketu při jejím šestém letu zničil po zhruba 3 mnutách letu autodestrukční systém kvůli ztrátě stability.                       |

### Seznam prvních startů nových typů a variant raket
| datum         | nosič             | provozovatel | kosmodrom                           | náklad                       | výsledek         |
| ------------- | ----------------- | ------------ | ----------------------------------- | ---------------------------- | ---------------- |
| 8. ledna      | Vulcan / Centaur  | ULA          | Cape Cavaneral                      | Peregrine a další 2 satelity | Úspěšný          |
| 11. ledna     | Gravity-1         | Orienspace   | Mobilní námořní plošina, Žluté moře | Yunyao-1                     | Úspěšný          |
| 13. března    | KAIROS            | Space One    | Kii                                 | CSICE                        | Neúspěšné        |
| 7. května     | Čchang-čeng 6C    | CASC         | Ťiou-čchüan                         | 4 satelity                   | Úspěšný          |
| 27. května    | —                 | NATA         | Sohae                               | Malligjong-1-1               | Neúspěšný        |
| 9. července   | Ariane 62         | Arianespace  |                                     | 11 satelitů                  | Částečně úspěšný |
| 27. listopadu | Ču-čchüe 2        | LandSpace    | Ťiou-čchüan                         | 2 satelity                   | Úspěšný          |
| 30. listopadu | Čchang-čeng 12    | CASC         | Komerční kosmodrom Wen-čchang       | 2 experimentální satelity    | Úspěšný          |
| 4. prosince   | Kchuaj-čou 1A Pro | CASIC        | Si-čchang                           | Chaj-šao 1                   | Úspěšný          |

### Seznam řízených přistání na povrch Země
| datum         | mise / těleso                                   | provozovatel                | způsob       | povrch       | výsledek  |
| ------------- | ----------------------------------------------- | --------------------------- | ------------ | ------------ | --------- |
| 9. února      | Axiom Mission 3 [ISS] / Crew Dragon             | SpaceX pro Axiom Space      | na padácích  | hladina moře | Úspěšné   |
| 19. února     | Winnebago-1 / návratové pouzdro                 | Varda Space Industries      | na padácích  | pevnina      | Úspěšné   |
| 12. března    | SpaceX Crew-7 [ISS] / Crew Dragon               | SpaceX pro NASA             | na padácích  | hladina moře | Úspěšné   |
| 14. března    | Starship IFT-3 / Starship                       | SpaceX                      | motoricky    | hladina moře | Neúspěšné |
| 6. dubna      | Sojuz MS-24 ISS / návratový modul               | Roskosmos                   | na padácích  | pevnina      | Úspěšné   |
| 30. dubna     | SpaceX CRS-30 [ISS] / Cargo Dragon              | SpaceX pro NASA             | na padácích  | hladina moře | Úspěšné   |
| 30. dubna     | Šen-čou 17 TSS / návratový modul                | CMSE                        | na padácích  | pevnina      | Úspěšné   |
| 6. června     | Starship IFT-4 / Starship                       | SpaceX                      | motoricky    | hladina moře | Úspěšné   |
| 25. června    | Čchang-e 6 [Měsíc] / návratové pouzdro          | CMSE                        | na padácích  | pevnina      | Úspěšné   |
| 6. září       | Šen-lung                                        | CNSA / ČLOA                 | klouzavý let | dráha        | Úspěšné   |
| 7. září       | Boeing Crew Flight Test [ISS] / návratový modul | Boeing pro NASA             | na padácích  | hladina moře | Úspěšné   |
| 15. září      | Polaris Dawn / Crew Dragon                      | SpaceX pro Jareda Isaacmana | na padácích  | hladina moře | Úspěšné   |
| 23. září      | Sojuz MS-25 [ISS] / návratový modul             | Roskosmos                   | na padácích  | pevnina      | Úspěšné   |
| 13. října     | Starship IFT-5 / Starship                       | SpaceX                      | motoricky    | hladina moře | Úspěšné   |
| 25. října     | SpaceX Crew-8 [ISS] / Crew Dragon               | SpaceX pro NASA             | na padácích  | hladina moře | Úspěšné   |
| 3. listopadu  | Šen-čou 18 / návratový modul                    | CMSE                        | na padácích  | pevnina      | Úspěšné   |
| 19. listopadu | Starship IFT-6 / Starship                       | SpaceX                      | motoricky    | hladina moře | Úspěšné   |
| 17. prosince  | SpaceX CRS-31 [ISS] / Cargo Dragon              | SpaceX pro NASA             | na padácích  | hladina moře | Úspěšné   |

### Seznam řízených přistání na povrch Měsíce
| datum     | mise / těleso | provozovatel                | místo        | výsledek         | pozn.                                                                    |
| --------- | ------------- | --------------------------- | ------------ | ---------------- | ------------------------------------------------------------------------ |
| 19. ledna | SLIM          | JAXA                        | Moře nektaru | Úspěšné          | Modul dosedl „vzhůru nohama”, ale splnil všechny cíle mise.              |
| 23. února | IM-1 / Nova-C | Intuitive Machines pro NASA | Malapert     | Částečně úspěšné | Modul přistál v šikmé poloze na svahu. Nesplnil některé plánované úkoly. |
| 1. června | Čchang-e 6    | CNSA                        | Apollo       | Úspěšné          |                                                                          |

### Seznam startů z povrchu Měsíce
| datum     | mise / těleso               | provozovatel | místo  | výsledek | pozn.                                                     |
| --------- | --------------------------- | ------------ | ------ | -------- | --------------------------------------------------------- |
| 3. června | Čchang-e 6 / vzletový modul | CNSA         | Apollo | Úspěšné  | Historicky první start sevzrky z odvrácené strany Měsíce. |